# Seeblick
Seeblick là một đô thị thuộc huyện Havelland, bang Brandenburg, Đức.